# 319
319 (CCCXIX) fue un año común comenzado en jueves del calendario juliano, en vigor en aquella fecha.
En el Imperio romano, el año fue nombrado como el del consulado de Constantino y Licinio, o menos comúnmente, como el 1072 Ab Urbe condita, adquiriendo su denominación como 319 a principios de la Edad Media, al establecerse el anno Domini.

## Acontecimientos
- El emperador Constantino prohíbe la separación de familias de esclavos al cambiar de propietario.
- Arrio (sacerdote de Alejandría) viaja a Nicomedia por invitación de Eusebio, tras haber sido acusado de herejía y condenado por el Patriarca de Alejandría, Alejandro de Alejandría, dando así origen a la controversia arriana. Niega la total divinidad de Jesucristo.[1]
- En la India, Chandragupta I sucede a su padre Gatotkacha como regente del Imperio gupta.

## Nacimientos
- Bassiano, religioso y santo italiano, primer obispo de Lodi.

## Fallecimientos
- Gatotkacha, emperador indio.
- Teodoro de Heraclea, mártir cristiano.